# Teopisca
Teopisca är en kommunhuvudort i Mexiko.   Den ligger i kommunen Teopisca och delstaten Chiapas, i den sydöstra delen av landet, 800 km öster om huvudstaden Mexico City. Teopisca ligger 1 770 meter över havet och antalet invånare är 12 096.
Terrängen runt Teopisca är huvudsakligen kuperad, men söderut är den bergig. Runt Teopisca är det ganska glesbefolkat, med 50 invånare per kvadratkilometer. Teopisca är det största samhället i trakten. I omgivningarna runt Teopisca växer huvudsakligen savannskog.